# Barceló
Francisco José Prieto Barceló (Porto, 1938) é um pintor português de origem catalã.

## Vida e obra
Tendo, desde cedo, revelado as suas fortes inclinações artísticas, Barceló ingressou na Escola Superior de Belas-Artes do Porto em 1964.
A sua obra caracteriza-se por uma espécie de iluminaria, embora os seus temas se diversifiquem por manchas figurativas de raiz cubista, motivos abstratos, paisagens e retratos. Recorrendo a técnicas mistas sobre papel, a pintura a óleo sobre tela, a guaches e aguarelas.
Barceló expõe com frequência, estando hoje representado em diversas coleções particulares e públicas.